# UCB (empresa)
UCB (Union Chimique Belge) é uma empresa multinacional farmacêutica da Bélgica, foi fundada em 18 de janeiro de 1928 por Emmanuel Janssen e tem operações em mais de 30 países. 
Em maio de 2004, a empresa adquiriu a empresa de biofarmaceutica britânica Celltech por 2,7 bilhões de dólares, com a compra a UCB passou a ser a segunda maior empresa biofarmaceutica da Europa.
Em Portugal a empresa possui escritórios na Quinta da Fonte, parque empresarial do concelho de Oeiras